# شینی ریگزبی
شینی ریگزبی (زاده ۵ ژانویه ۱۹۶۷، هات اسپرینگز (آرکانزاس) ایالات متحده آمریکا) خواننده، ترانه‌سرا، تهیه‌کننده و بازیگر اهل آمریکا است. وی ساکن لس آنجلس، کالیفرنیا است. شهرت وی بیشتر به خاطر اهداف بشردوستانه است. این هنرمند در سال ۲۰۱۱ میلادی با خوانندهٔ پاپ و راک ایرانی، ارمنی اندی (آندرانیک مددیان) ازدواج کرد.

## فیلم‌شناسی
| سال  | عنوان                     | نقش               |
| ۱۹۸۶ | قاشق‌های نقره ای           | جوردی             |
| ۱۹۹۶ | جهان‌های متقابل            | رقاص              |
| ۲۰۰۳ | ایرانجلس                  | شینی، ناظر موسیقی |
| ۲۰۰۳ | خانه‌ای از شن و مه         | خوانندهٔ عروسی     |
| ۲۰۰۵ | میراث‌دار: افسانه عمر خیام | رقاص دربار        |
| ۲۰۱۴ | شیرین عاشق                | شینی              |
| ۲۰۱۴ | فرشتهٔ نگهبان              | کاراگاه کلر       |